# Rolon Ho
Rolon Ho (Caiena, 26 de janeiro de 1984) é um professor de dança e coreógrafo franco-brasileiro, atuante no ramo da dança de salão e danças à dois. Considera-se brasileiro e paraense de coração, na infância mudou-se para o Brasil e apaixonou-se pela cultura paraense.
Rolon é ex-diretor da "Associação Paraense de Dança de Salão" (APDANS) e do "Festival Fest Salão" (coordenado pela Cia de Dança Cabanos). É um forte divugador dos ritmos brega-paraense e samba-funkeado.

## Carreira
Rolon Ho é original da cidade francesa de Caiena (Guiana Francesa), mas mudou-se para o Brasil ainda criança, onde apaixonou-se pela cultura do estado do Pará, assim considera-se um brasileiro e paraense de coração.
Este iniciou sua história na dança participando de um projeto social em uma escola pública em Belém.  Aos 15 anos conrinuou o treinamento em Belém na escola de dança de Marcelo Thiganá, na qual frequentou durante 5 anos, que lhe deu base para trabalhar como dançarino profissional em bandas. No período de 2003 e 2004, foi bailarino profissional da banda paraense Sayonara. Posteriormente em 2005 mudou para a banda Calypso, onde, durante 2 anos sua vida foi dedicada a viagens e apresentações, gravações de CDs e DVDs, tendo a necessidade assim de residir em três estados: Pará, São Paulo e, Recife.
Em 2005, em uma passagem pela cidade brasileira de Manaus, o bailarino Rolon participou de uma oficina de dança denominada "samba-Jimmy” ministrada pelo professor de dança carioca Jimmy de Oliveira (amante das danças de charme e mestre de samba de gafieira). Rolon estando no Rio de Janeiro, lembrou da oficina de dança feita em manaus e procurou a escola de dança de Jimmy de Oliveira para observar algumas aulas. À noite, antes de uma apresentação com a banda Calypso, voltou à escola de Jimmy para um baile dançante, onde foi apresentado a uma nova vertente do samba de salão, denominado Samba-Funkeado, chamando sua atenção pelo aspecto corporal diferenciado, que faz breques dos movimentos de dança junto com as pausas temporais da música. Em 2006, quando voltou a cidade do Rio de Janeiro praticou algumas aulas deste estilo com Jimmy de Oliveira. No segundo semestre do mesmo ano, o professor carioca foi levado à Belém do Pará para ministrar oficina, que anualmente retorna a cidade para realizar a oficina.
Em 2016, fez participação especial no espetáculo “Ritmos Amazônicos, da tradição à contemporaneidade” (da Companhia de Dança Ana Unger) junto com o alunos da companhia e mais vinte alunos do projeto “Criança que dança é mais feliz”. Espetáculo é resultado de uma pesquisa historiografia da música paraense (e suas influências) e de experimentação cênica que apresenta um diálogo entre a tradição e a contemporaneidade.  Neste mesmo ano esteve na competição de dança Gafieira Brasil na categoria Casal de Ouro, acompanhada pela dançarina é também professora Thais Souza. Na edição 2018 participou novamente da competição, agora na função de coreografo na categoria "coreografia em grupo" e, também como integrante da direção técnica da competição.
Em 2020, realizou o projeto “Brega Pai D’Égua”, que oferecia várias dicas de dança sobre brega e suas mais variadas vertentes em lives nas redes sociais. Também em 2020 foi coreógrafo do Cabaré do Brega, projeto musical do guitarrista Ximbinha.
Em 2023, Rolon Ho junto com a atriz Priscila Fantin participou do quadro Dança dos Famosos, um concurso do programa televisivo dominical Domingão com Huck. No ano seguinte, Rolon Ho junto acompanhado da parceira Thais Sousa participou novamente do quadro Dança dos Famosos edição 2024 agora na função de consultores técnicos e artísticos durante a semana de ensaios do ritmo tecnobrega.

## Prêmios
Em 2016, foi campeão da competição de dança Gafieira Brasil, na categoria Casal de Ouro e Revelação, acompanhada pela dançarina é também professora Thais Souza. Na edição 2018 foi novamente campeão agora como coreografo, na categoria "coreografia em grupo" com o tema "O Brasil que eu não quero pra mim".
E ainda venceu outros campeonatos realizados regionalmente, como "Encontro Internacional de Dança do Pará" (Eidap), "Dança Pará Festival", "Programa Vitor Fonseca", Campeonato de Dança de Salão (Cdasp).
Foi agraciado com o diploma de "Mérito Cultural e Patrimônio" na Câmara Municipal de Belém, devido se destacar na atuação profissional como incentivador das artes e da cultura do patrimônio histórico da Amazônia e especialmente a Belém.
Rolon Ho como coreógrafo e parceiro da atriz Priscila Fantin venceu a competição Dança dos Famosos edição 2023 (programa Domingão com Huck).  Onde na disputa final, duas coreografias foram apresentadas: o tango e o samba.